# Polessk
Polessk (russisch Полесск), bis 1946 deutsch Labiau (litauisch Labguva, polnisch Labiawa/Labiewo), ist eine Rajonstadt mit 6926 Einwohnern (Stand 1. Oktober 2021) in der russischen Oblast Kaliningrad. Sie ist Verwaltungssitz der kommunalen Selbstverwaltungseinheit Stadtkreis Polessk im Rajon Polessk.

## Geographische Lage

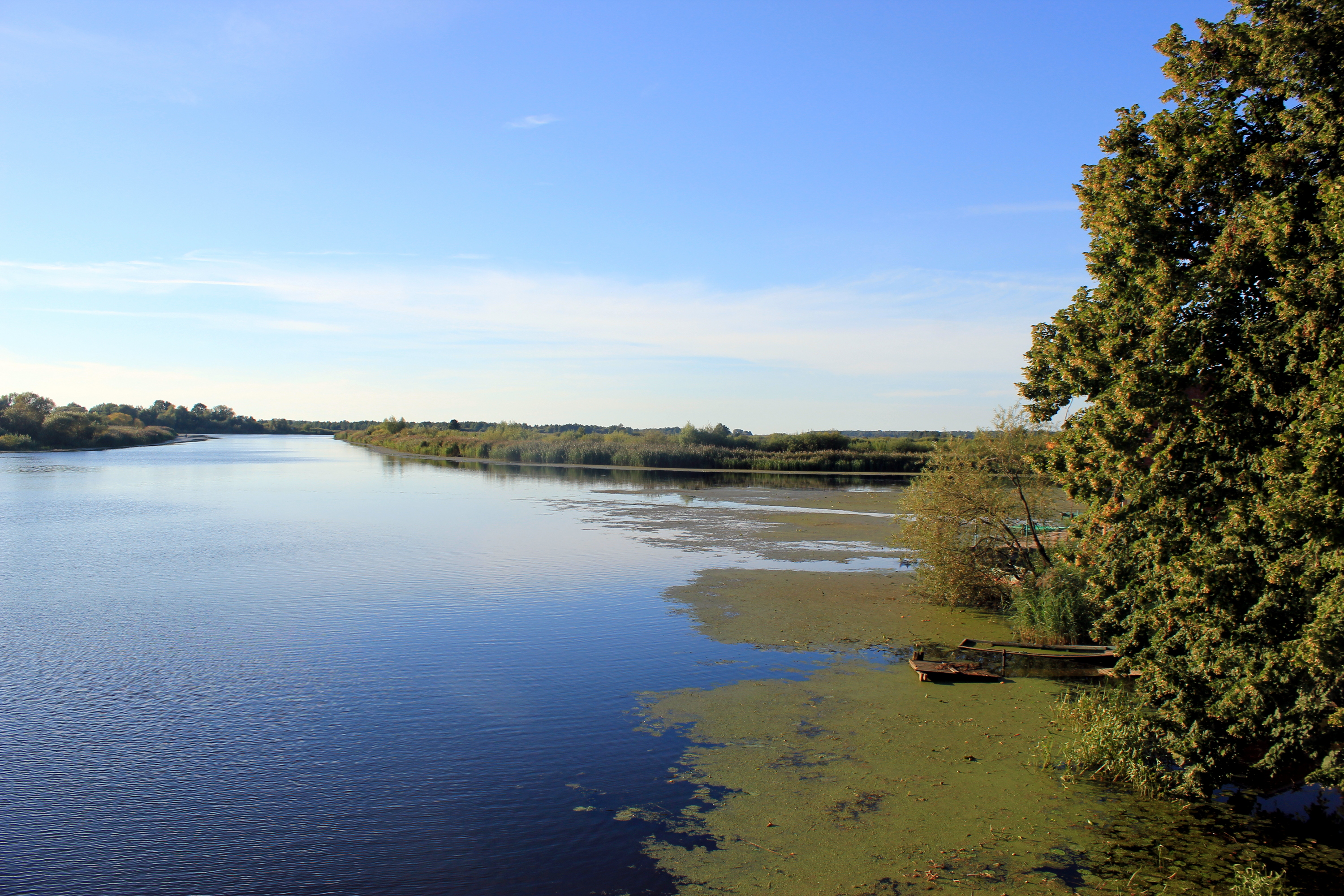
Deime in Labiau

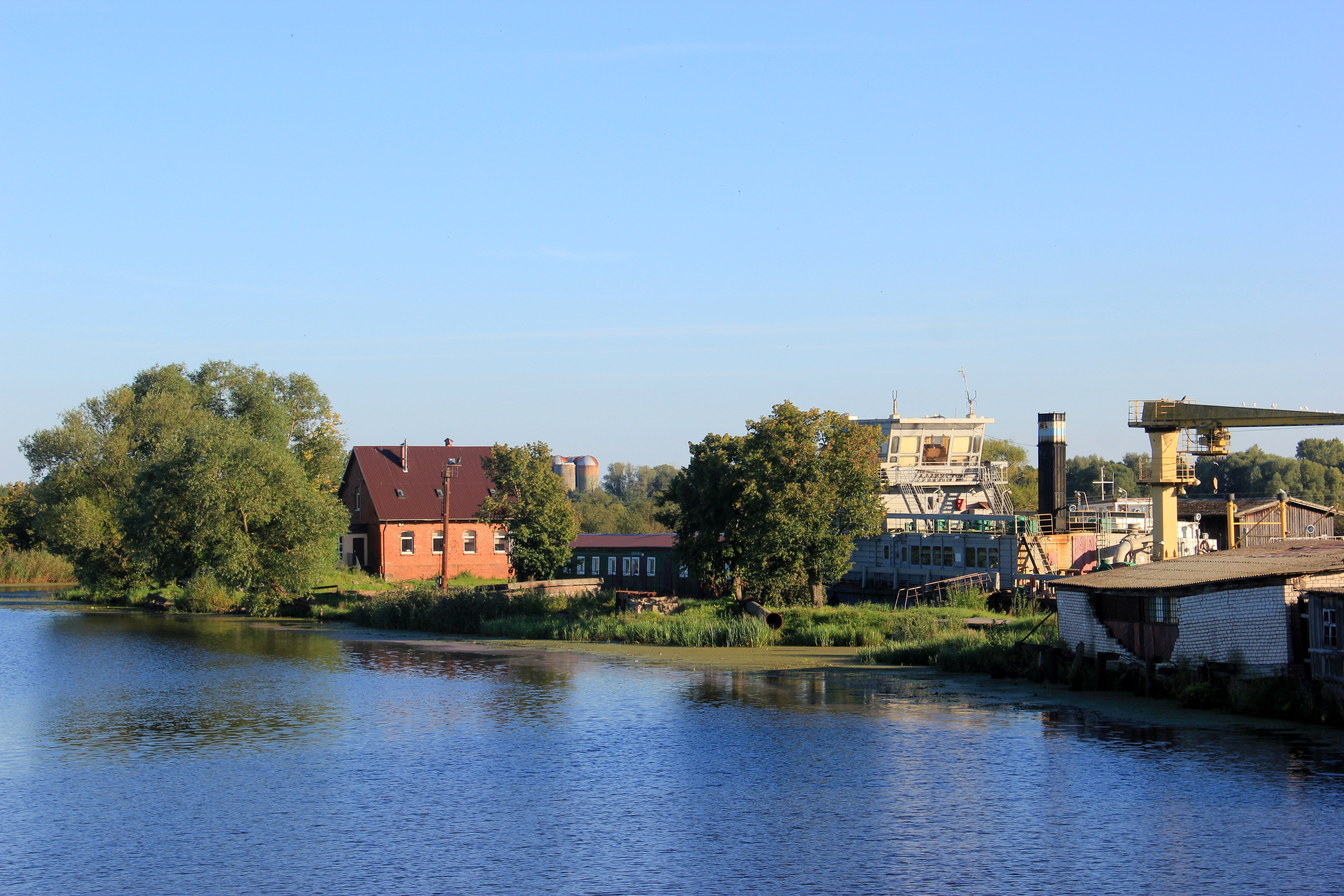
Deime-Ufer bei der Stadt

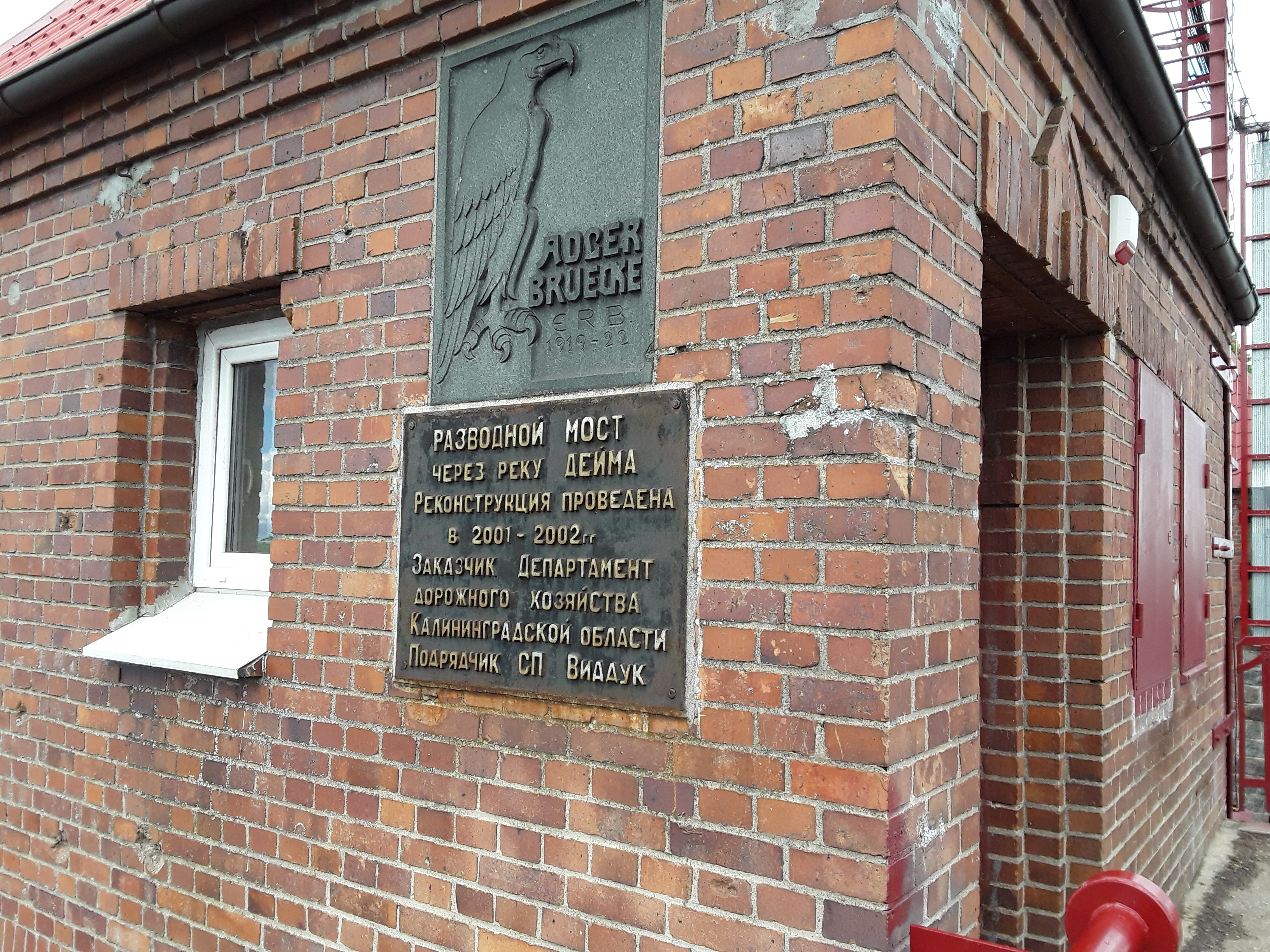
Gedenktafel Adlerbrücke

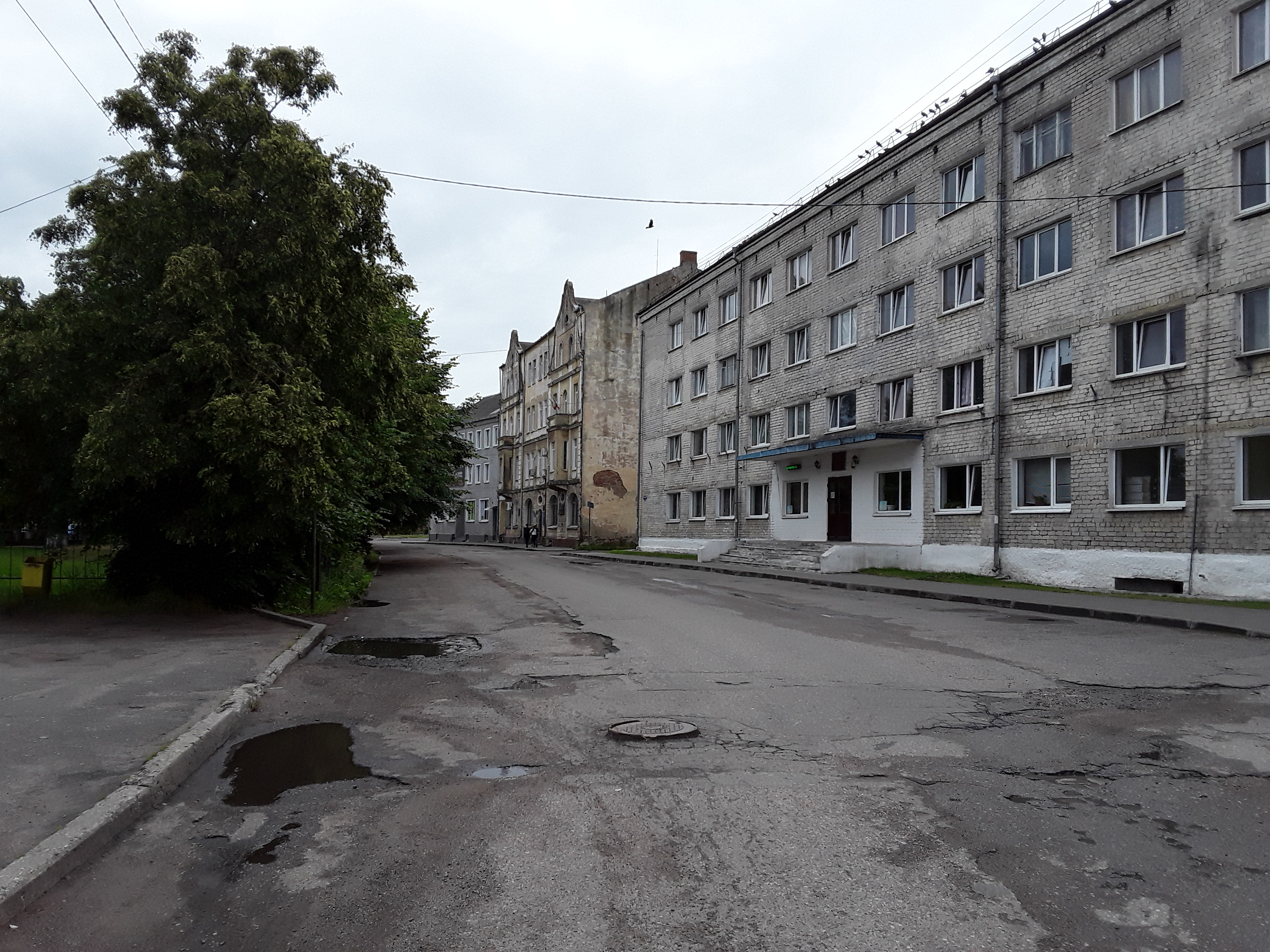
Westseite Marktplatz

Labiau, nordöstlich von Königsberg am Kurischen Haff, auf einer Landkarte von 1910

Die Stadt liegt in der historischen Region Ostpreußen auf einer Höhe von drei Metern über dem Meeresspiegel, etwa 40 Kilometer nordöstlich von Königsberg (Kaliningrad) und 55 Kilometer südwestlich von Tilsit (Sowjetsk) am Übergang der Hauptstraße und Eisenbahn über die Deime (rus. Deima; prußisch Deimena/Deiwmena), kurz vor deren Mündung ins Kurische Haff. Nordöstlich der Stadt liegt das Hochmoorgebiet Großes Moosbruch.

## Geschichte
Die Burg Labiau wurde nach der Eroberung des Samlandes zwischen 1258 und 1259 angelegt und sollte Königsberg vor Feinden schützen, die sich über das Haff näherten. 1277 brannten die Schalauer sie nieder. Die Burg wurde anschließend aus Stein als Komturei wieder errichtet. 1352 siegte Heinrich Schindekopf über die Litauer. Die Wasserburg galt als uneinnehmbar und wurde nach 1550 von Anna Maria, der zweiten Frau Herzogs Albrecht, bewohnt. Stadtrecht wurde ihr 1642 durch den Großen Kurfürsten verliehen. 1656 wurde in der Stadt der Vertrag von Labiau zwischen Kurfürst Friedrich Wilhelm von Brandenburg und König Karl X. Gustav von Schweden geschlossen.

Ruine der Ordensburg
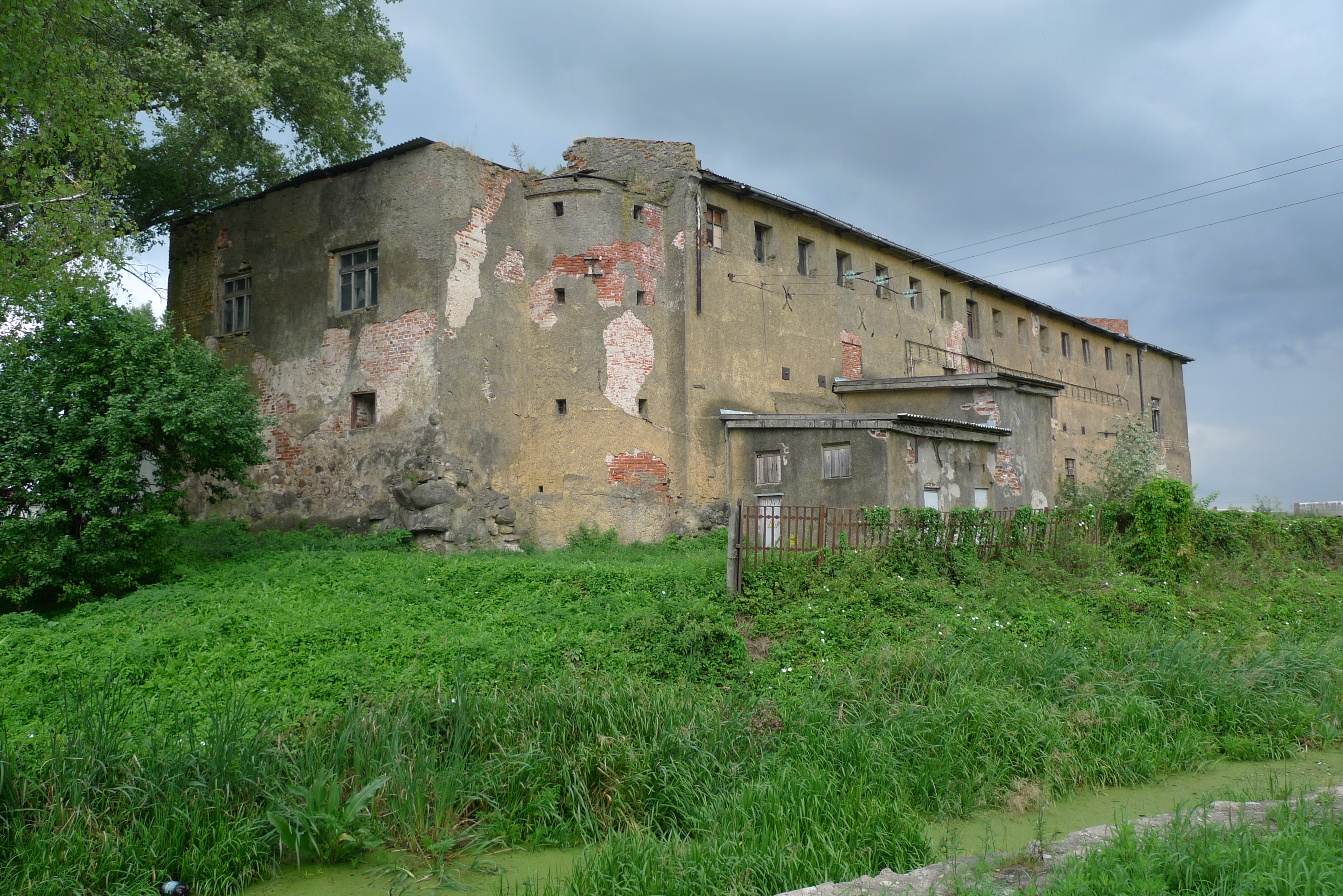
Ordensburg (2010)
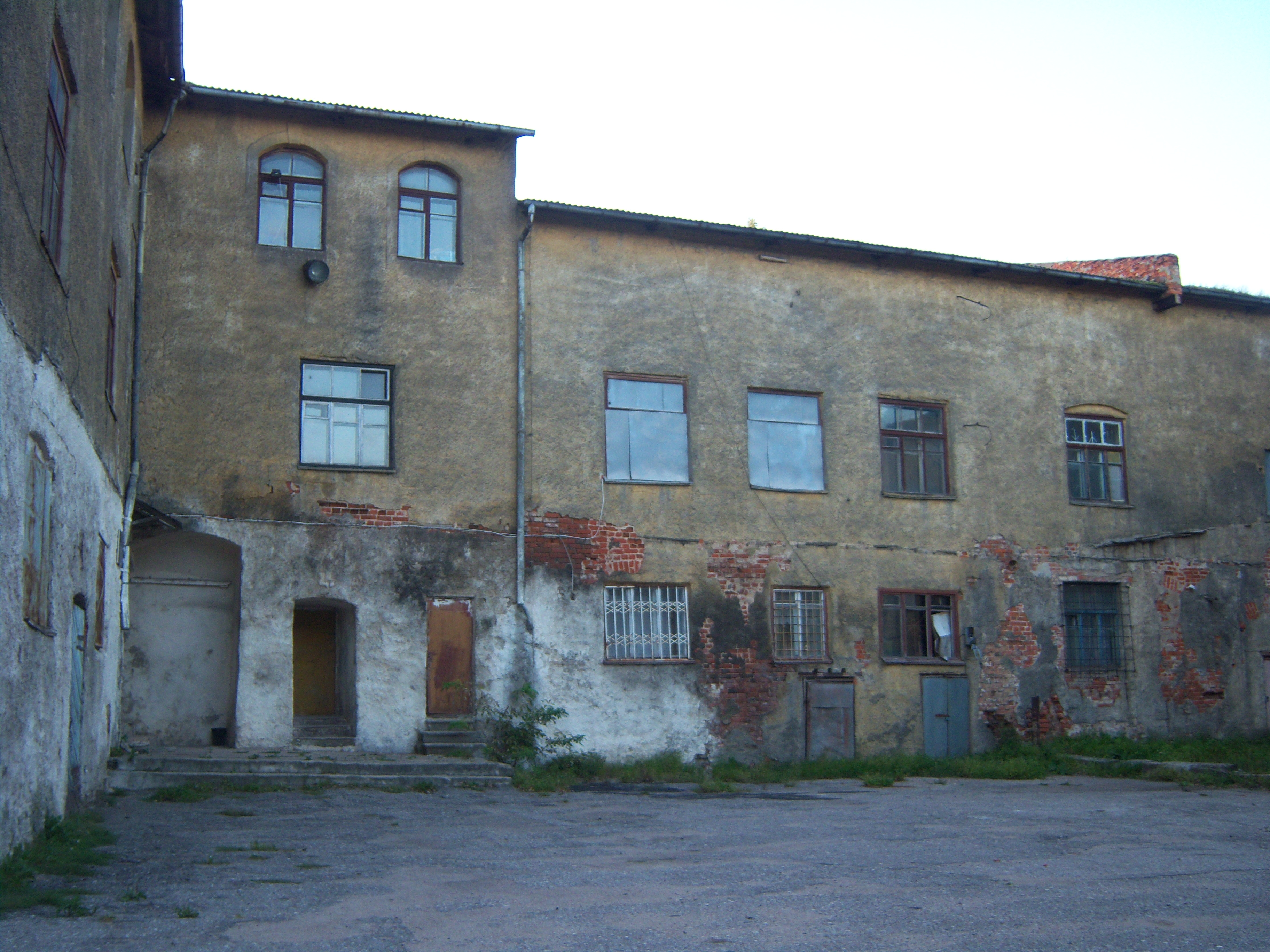
Innenhof (2012)
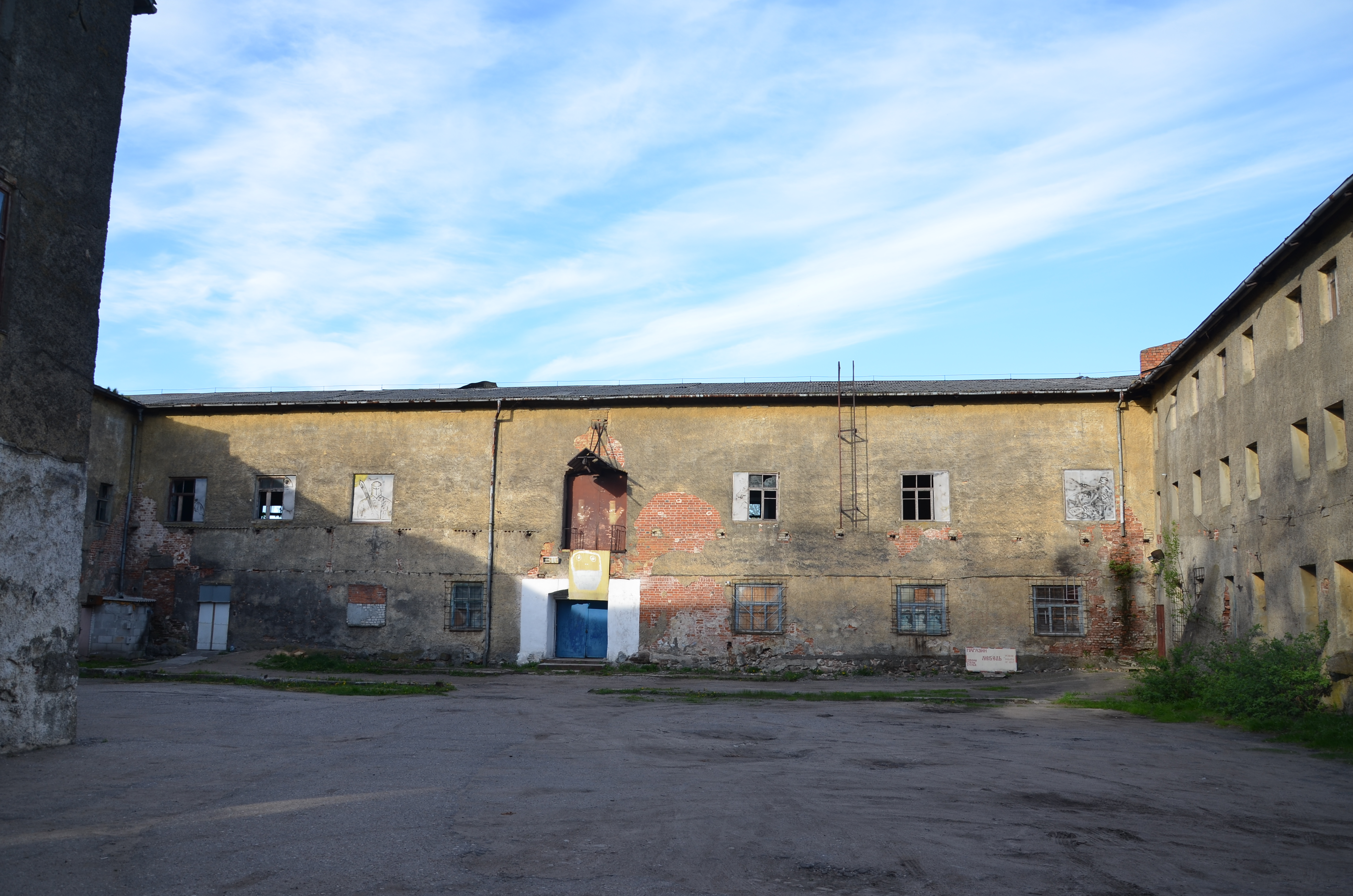
Innenhof (2012)
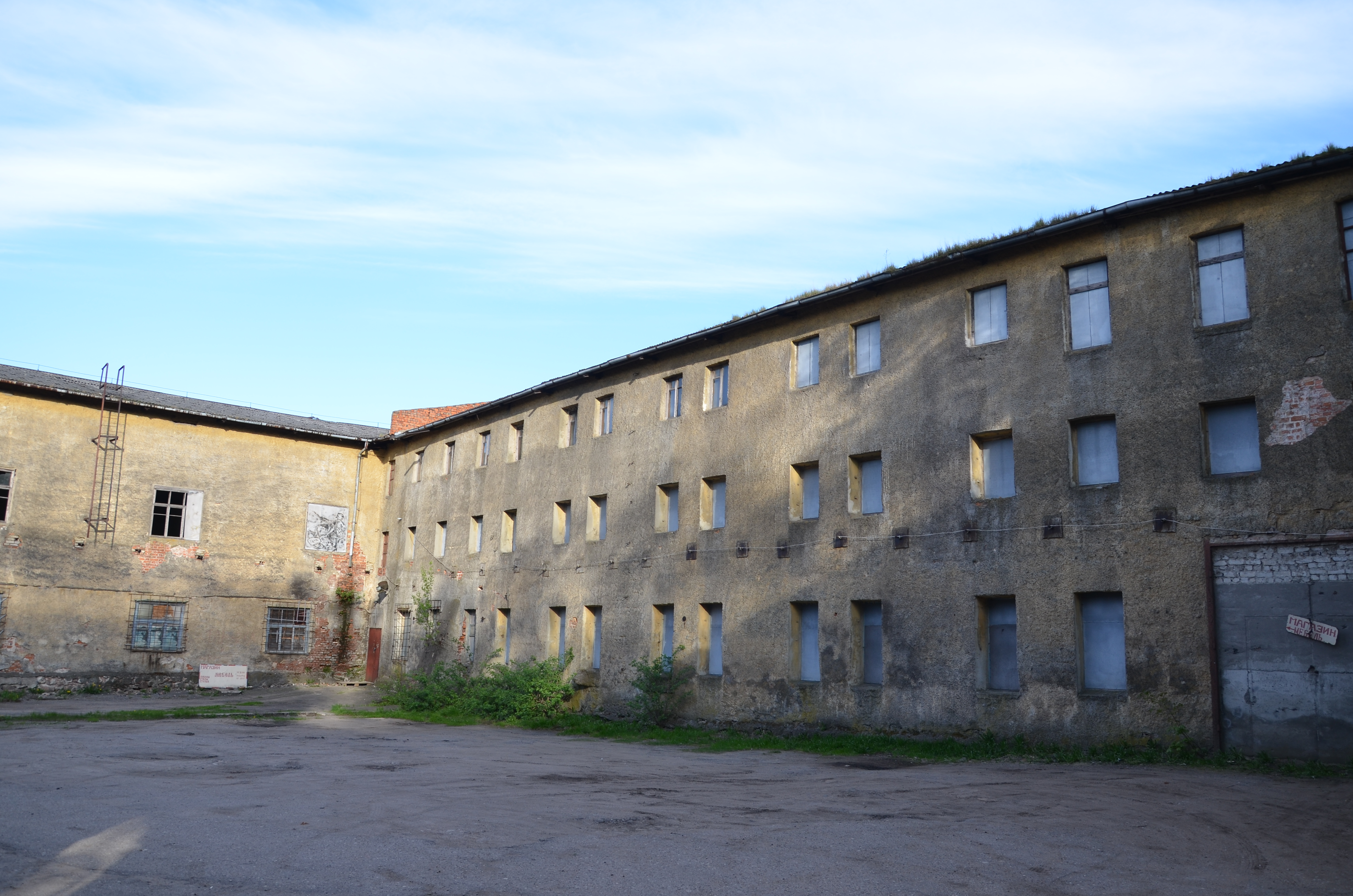
Innenhof (2012)
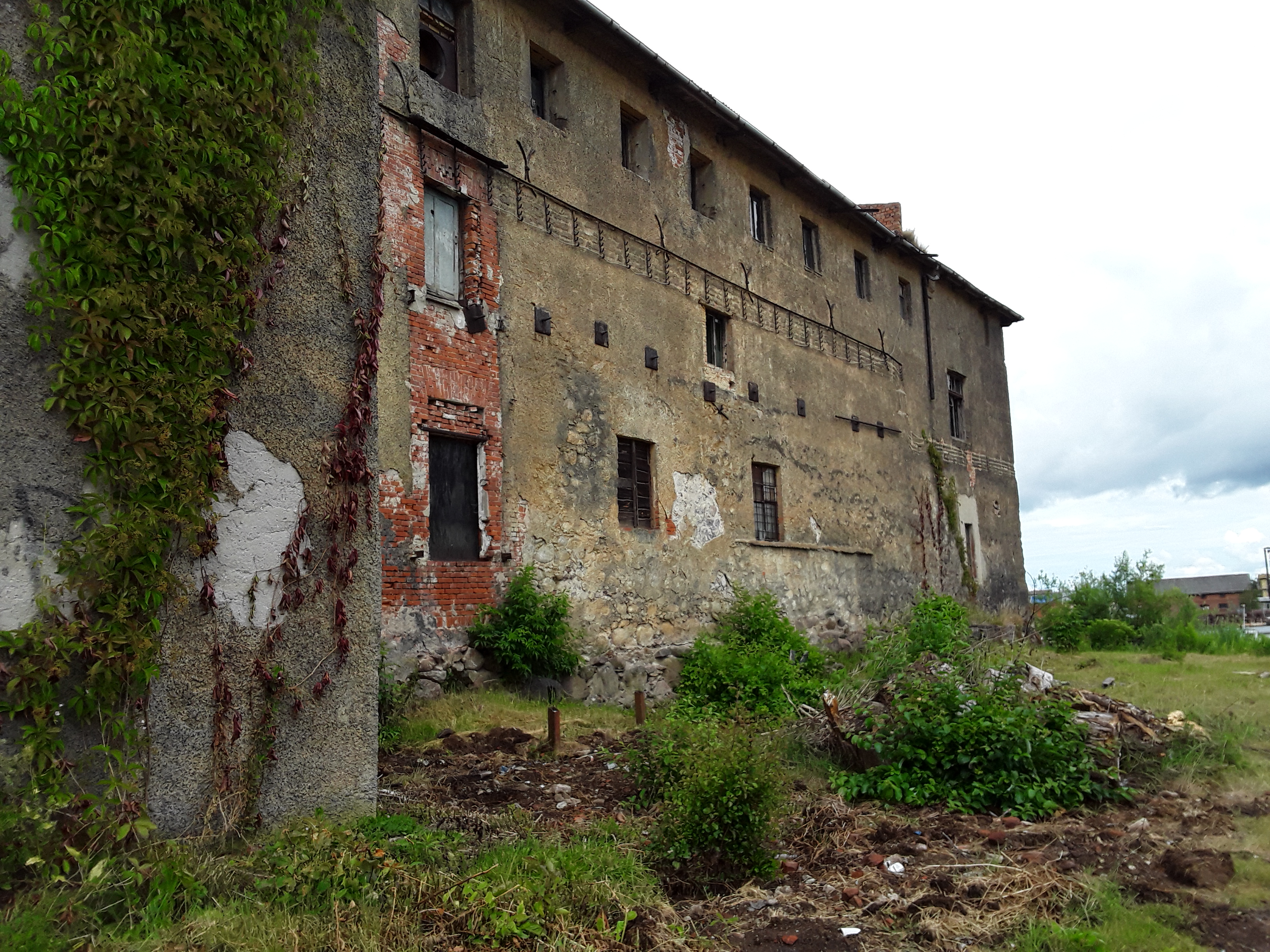
Seitenflügel (2018)

Am Anfang des 20. Jahrhunderts hatte die Kreisstadt Labiau eine evangelische Kirche, eine Synagoge, ein Amtsgericht, eine Reichsbanknebenstelle, eine Dampfbrauerei, Dampfsägemühlen und Fischhandel.
Im Jahr 1945 war Labiau Kreisstadt des Landkreises Labiau im Regierungsbezirk Königsberg der Provinz Ostpreußen des Deutschen Reichs.
1945 wurde Labiau von der Roten Armee besetzt und nach Kriegsende der Verwaltung der RSFSR, der russischen Teilrepublik der Sowjetunion, unterstellt. Die sowjetische Besatzungsmacht führte 1946 für Labiau die Ortsbezeichnung Polessk ein. Seit der Auflösung der Sowjetunion gehört der Ort zur Russischen Föderation. Von 2008 bis 2016 war Polessk Sitz der städtischen Gemeinde Polesskoje gorodskoje posselenie mit den beiden weiteren Siedlungen Podsobny (russisch Подсобный) (Groß Reikeninken, 1938–1945 Reiken) und Tjulenino (russisch Тюленино) (Viehof).

### Ortsname
In alten Urkunden auftretende Varianten des Ortsnamens sind:
Labegowe moter (1258), in terra Labigow (1261), Labigow/Labiow (1300) und
Labiau/Labiaw (1420). Vermutlich stehen diese Ortsbezeichnungen in Zusammenhang mit prußisch labs = gut, prußisch moter = sumpfiges Land, Areal, Beritt, oder auch mit litauisch labguvyna = Heilstein (cuprum aluminatum sive lapis divinus).

### Demographie
| Jahr | Einwohner | Anmerkungen |
| ---- | --------- | --- |
| 1768 | 1679      | [ 6 ] |
| 1782 | 2129      | in 168 Haushaltungen, ohne die 420 militärischen und zivilen Angehörigen der Garnison (eine Schwadron Dragoner) |
| 1798 | 2198      | [ 6 ] |
| 1802 | 2438      | [ 8 ] |
| 1810 | 2400      | [ 8 ] |
| 1816 | 2390      | davon 2367 Evangelische, 23 Katholiken (keine Juden)                                                            |
| 1821 | 2979      | in 191 Privatwohnhäusern                                                                                        |
| 1831 | 3157      | in 201 Privatwohnhäusern                                                                                        |
| 1858 | 4216      | darunter 4116 Evangelische, 22 Katholiken, ein sonstiger Christ, ein Mennonit, 76 Juden                         |
| 1875 | 4487      | [ 11 ] |
| 1880 | 4683      | [ 11 ] |
| 1885 | 4744      | fast ausschließlich Evangelische                                                                                |
| 1890 | 4861      | davon 29 Katholiken, 92 Juden                                                                                   |
| 1900 | 4455      | mit Kirsche, Synagoge, Schloss, Amtsgericht, Reichsbanknebenstelle; meist evangelische Bewohner                 |
| 1910 | 4604      | am 1. Dezember                                                                                                  |
| 1925 | 4840      | |
| 1933 | 5879      | [ 11 ] |
| 1939 | 6544      | [ 11 ] |

| Jahr             | 1959 | 1970 | 1979 | 1989 | 2002 | 2010 | 2021 |
| Anzahl Einwohner | 5435 | 5601 | 6338 | 6859 | 7681 | 7581 | 6926 |

## Wappen
| Wappen von Polessk | Blasonierung: „In Silber mit blauen Wolken im linken Schildeck, aus denen ein grün gekleideter Arm hervorgeht, der in der Hand ein gestürztes goldenes Jagdhorn hält; darunter: auf grünem Boden ein grüner Laubbaum.“                             |
| Wappen von Polessk | Wappenbegründung: Das der Stadt Labiau 1642 vom Großen Kurfürsten verliehene Wappen mit Waldsymbol und Jägersymbol weist auf die Lage der Stadt und die Beziehungen des Großen Kurfürsten zum Wald und zur Auerochsenjagd in der Nähe Labiaus hin. |

## Kirche

### Evangelisch
Die Labiauer Stadtkirche war neben dem Königsberger Dom die einzige dreischiffige Kirche im nordwestlichen Teil Ostpreußens. Als chorlose Hallenkirche aus verputztem Feldstein wurde sie Ende des 14. Jahrhunderts mit vorgesetztem Westturm aus Ziegeln errichtet. In der Mitte des 16. Jahrhunderts wurde sie u. a. mit Einbau des Zellengewölbes restauriert. 1701 erhielt die Kirche eine von Johann Josua Mosengel gebaute Orgel und 1870 einen Neubau von Wilhelm Sauer aus Frankfurt (Oder). Die Kirche wurde im Zweiten Weltkrieg beschädigt, wurde danach zweckentfremdet und verfiel. In den 1960er Jahren hat man das Gebäude abgetragen, um Baumaterial zu gewinnen. Die Fundamente fanden Verwendung für den Neubau eines fünfstöckigen Wohnhauses, das jetzt den Platz der Kirche einnimmt.

#### Kirchengemeinde
Die Reformation setzte sich in Labiau relativ früh durch. Bereits vor 1532 amtierte hier ein lutherischer Geistlicher, im Jahre 1622 wurde eine zusätzliche Pfarrstelle errichtet, deren Amtsinhaber – als sogenannte „litauische Pfarrer“ – bis 1719 zugleich Rektoren der Stadtschule waren. Bis 1945 gehörte Labiau mit seinem weitflächigen Kirchspiel zum Kirchenkreis Labiau in der Kirchenprovinz Ostpreußen der Kirche der Altpreußischen Union. Nach dem Zweiten Weltkrieg brach aufgrund von Flucht und Vertreibung der einheimischen Bevölkerung sowie der restriktiven Religionspolitik der Sowjetunion das kirchliche Leben ein. In den 1990er Jahren entstand in der Stadt eine neue evangelisch-lutherische Gemeinde. Sie ist Filialgemeinde der Auferstehungskirche in Kaliningrad (Königsberg) innerhalb der Propstei Kaliningrad der Evangelisch-lutherischen Kirche Europäisches Russland.

#### Kirchenkreis Labiau
Bis 1945 war Labiau das Zentrum des nach ihm benannten Kirchenkreises, der zur Kirchenprovinz Ostpreußen der Kirche der Altpreußischen Union gehörte. Ihm waren zehn Kirchengemeinden aus den Landkreisen Labiau und Wehlau untergliedert, in denen im Jahre 1925 insgesamt 52.375 Gemeindeglieder registriert waren:
| Name                                    | Änderungsname 1938–1946 | Russischer Name            |
| --------------------------------------- | ----------------------- | -------------------------- |
| Augstagirren (Groß Baum)                |                         | Sosnowka                   |
| Gilge- Agilla/ Juwendt                  | Haffwerder/ Möwenort    | Matrossowo Krasnoje Rasino |
| Kaymen                                  | Kaimen                  | Saretschje                 |
| Labiau                                  |                         | Polessk                    |
| Laukischken                             |                         | Saranskoje                 |
| Lauknen                                 | Hohenbruch              | Gromowo                    |
| Legitten mit Sitz in Groß Legitten      |                         | Turgenewo                  |
| Mehlauken                               | Liebenfelde             | Salessje                   |
| Popelken                                | Markthausen             | Wyssokoje                  |
| Sussemilken mit Sitz in Alt Sussemilken | Friedrichsrode          | Tarassowka                 |

### Katholisch
Die vor 1945 kleine römisch-katholische Gemeinde besaß als eigenes Gotteshaus die St.-Ansgar-Kapelle. Gebaut wurde sie 1928 nach Plänen des Königsberger Architekten Schönwald. Im Jahre 1925 gab es in der Stadt Labiau 25 Katholiken und 288 weitere im ganzen Kreisgebiet. Das Gebäude der Kapelle wird heute nicht mehr gottesdienstlich genutzt. Hier ist jetzt eine Musikschule untergebracht.

### Orthodox
In Polessk wurde Ende der 1990er Jahre ein russisch-orthodoxes Gotteshaus errichtet. Die Gemeinde gehört zur Diözese Kaliningrad und Baltijsk.

## Kultur und Sehenswürdigkeiten
Bauwerke

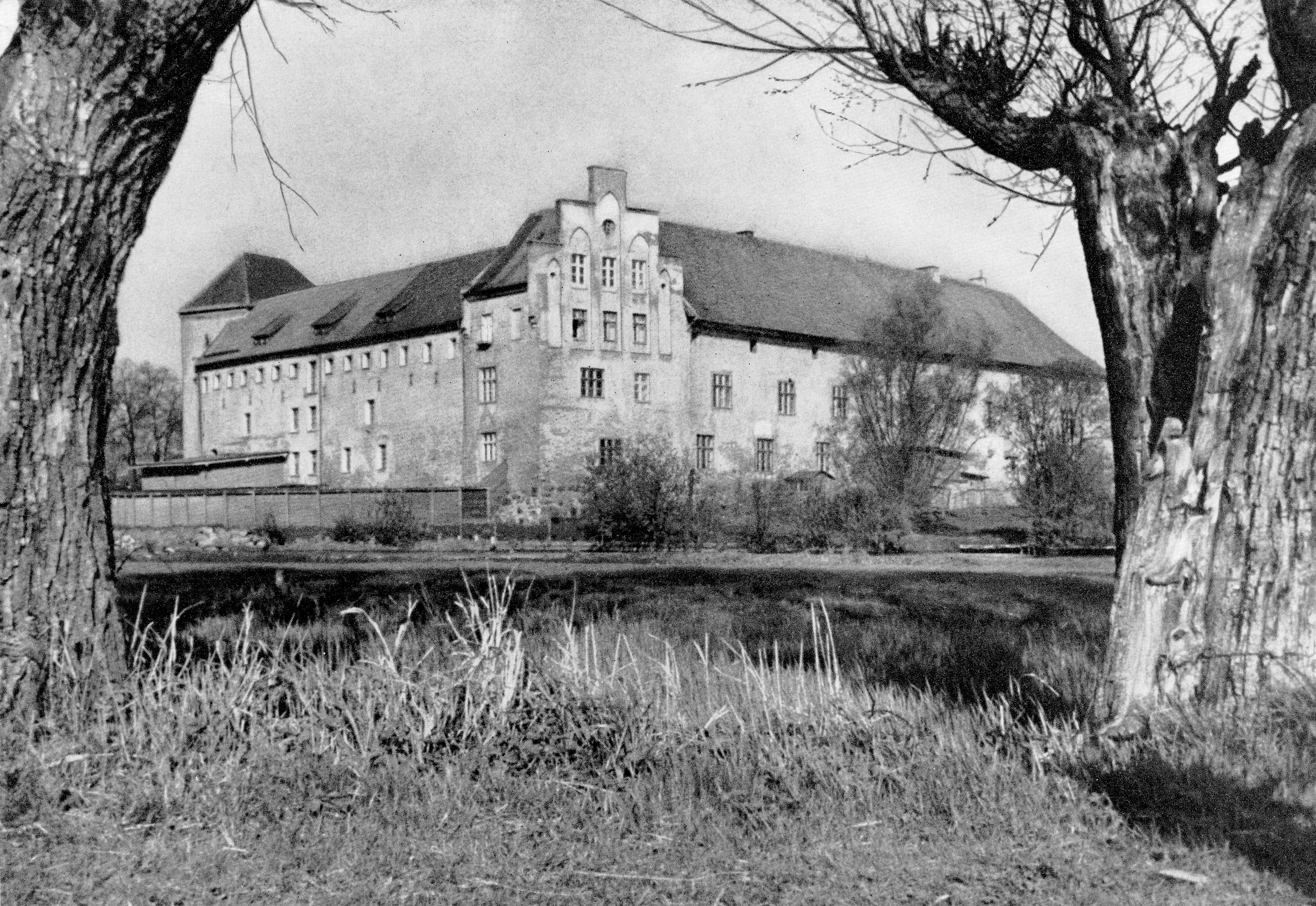
Ordensburg Labiau (1914)

- In der Stadt befinden sich die alte Burg Labiau des Deutschen Ordens (heute industrielle Nutzung) und ein russisch-orthodoxes Frauenkloster.
- An der gegenüberliegenden Seite der Stadt, beginnt an der Deime der Friedrichsgraben.

## Persönlichkeiten

### Söhne und Töchter der Stadt
- Jacob Ephraim Polzin (1778–1851), Architekt
- Kasimir von Auer (1788–1837), preußischer Generalmajor
- Louis von Hanenfeldt (1815–1888), preußischer Generalleutnant
- Carl Blankenstein (1864–1933), deutscher Schauspieler und Hörspielsprecher
- Bruno Skalweit (1867–1926), deutscher Agronom, Ordinarius für landwirtschaftliche Betriebslehre an der Albertus-Universität
- Nikolaus Robert-Tornow (1886–1957), preußischer Verwaltungsjurist und Landrat
- Bernhard Obersteller (1889–1972), deutscher Politiker (GB/BHE), Mitglied des Schleswig-Holsteinischen Landtags
- Albert Newiger (1889–1956), deutscher Generalmajor
- Christoph Aschmoneit (1901–1984), führender deutscher U-Bootbauer
- Erich Altrock (1920–2004), deutscher Schauspieler
- Hellfried Lack (1928–2006), deutscher Möbel-Designer
- Dagmar Blei (* 1940), deutsche Linguistin

### Personen, die mit der Stadt in Verbindung stehen
- Johannes Bretke (1536–1602), von 1562 bis 1587 Pfarrer an der Labiauer Stadtkirche, übersetzte hier das Neue Testament und die Psalmen der Bibel in die Litauische Sprache, danach in Königsberg (Preußen) auch das Alte Testament